# Liste der Baudenkmale in Penkefitz
In der Liste der Baudenkmale in Penkefitz sind die Baudenkmale des niedersächsischen Ortes Penkefitz aufgelistet. Dies ist ein Teil der Liste der Baudenkmale in Dannenberg (Elbe). Der Stand der Liste ist der 31. Oktober 2021.
Die Quelle der IDs und der Beschreibungen ist der Denkmalatlas Niedersachsen.

## Allgemein
In den Spalten befinden sich folgende Informationen:
- Lage: die Adresse des Baudenkmales und die geographischen Koordinaten. Kartenansicht, um Koordinaten zu setzen. In der Kartenansicht sind Baudenkmale ohne Koordinaten mit einem roten Marker dargestellt und können in der Karte gesetzt werden. Baudenkmale ohne Bild sind mit einem blauen Marker gekennzeichnet, Baudenkmale mit Bild mit einem grünen Marker.
- Bezeichnung: Bezeichnung des Baudenkmales
- Beschreibung: die Beschreibung des Baudenkmales. Unter § 3 Abs. 2 NDSchG werden Einzeldenkmale und unter § 3 Abs. 3 NDSchG Gruppen baulicher Anlagen und deren Bestandteile ausgewiesen.
- ID: die Objekt-ID des Baudenkmales
- Bild: ein Bild des Baudenkmales, ggf. zusätzlich mit einem Link zu weiteren Fotos des Baudenkmals im Medienarchiv Wikimedia Commons. Wenn man auf das Kamerasymbol klickt, können Fotos zu Baudenkmalen aus dieser Liste hochgeladen werden:

## Baudenkmale

### Gruppe baulicher Anlagen
| Lage                                        | Bezeichnung | Beschreibung | ID       | Bild |
| ------------------------------------------- | ----------- | --- | -------- | ---- |
| Penkefitz Nr. 32 53° 8′ 17″ N, 11° 7′ 28″ O | Hofanlage   | Das Wurtendorf Penkefitz besteht aus mehreren großen Hofanlagen mit Bauten in Fachwerk. Die Hofanlage Nr. 32 setzt sich zusammen aus einem großen Wohn-/Wirtschaftsgebäude sowie einem kombinierten Scheunen-Stallgebäude des 19. Jahrhunderts. | 30826164 |      |

### Einzeldenkmale
| Lage                                        | Bezeichnung               | Beschreibung | ID       | Bild |
| ------------------------------------------- | ------------------------- | --- | -------- | ---- |
| Penkefitz Nr. 1 53° 8′ 10″ N, 11° 7′ 20″ O  | Wohnhaus                  | Kleines Wohnhaus in Fachwerk mit Backsteingefachausfüllungen, unter Halbwalmdach in Reetdeckung. Errichtet in der Mitte des 19. Jahrhunderts. | 30837475 |      |
| Penkefitz Nr. 6 53° 8′ 8″ N, 11° 7′ 28″ O   | Wohn-/ Wirtschaftsgebäude | Wohn-Wirtschaftsgebäude von 1798; das Zweiständer-Hallenhaus in Fachwerk mit Backsteingefachausfüllungen, unter Halbwalmdach wurde bisher vergleichsweise wenig überformt. | 30837493 |      |
| Penkefitz Nr. 12 53° 8′ 12″ N, 11° 7′ 24″ O | Wohn-/ Wirtschaftsgebäude | Großes Zweiständerhaus in Fachwerk mit Backsteingefachausfüllungen, unter Satteldach. Errichtet 1798 (i). | 30837532 |      |
| Penkefitz Nr. 14 53° 8′ 13″ N, 11° 7′ 26″ O | Wohn-/ Wirtschaftsgebäude | Zweiständer-Hallenhaus von 1737. Zweiständerhaus in Fachwerk, unter Halbwalmdach; Backsteingefachausfüllungen; Traufen in Backsteinmauerwerk ersetzt; westlicher Teil des Wirtschaftsgiebels in Backsteinmauerwerk mit aufgemaltem Gefüge ersetzt. Errichtet 1737 (i) inzwischenallerdings stark überformt/renoviert. | 30837397 |      |
| Penkefitz Nr. 30 53° 8′ 17″ N, 11° 7′ 30″ O | Wohn-/ Wirtschaftsgebäude | Großes Zweiständerhaus in Fachwerk, unter Halbwalmdach; Gefachausfüllungen in Backstein. Errichtet 1800 (i). | 30837435 | BW   |
| Penkefitz Nr. 32 53° 8′ 17″ N, 11° 7′ 28″ O | Wohn-/ Wirtschaftsgebäude | Großes Vierständerhaus in Fachwerk mit Backsteingefachausfüllungen, unter Halbwalmdach. Errichtet 1862 (i). | 30837456 | BW   |
| Penkefitz Nr. 32 53° 8′ 17″ N, 11° 7′ 27″ O | Scheune mit Stallanbau    | Längsscheune in Fachwerk unter Satteldach mit Halbwalm am Südgiebel. Gefache mit Backsteinen ausgefüllt. Errichtet in der ersten Hälfte des 19. Jahrhunderts. Rückwärtiger massiver Stallanbau unter Satteldach. Errichtet Ende des 19. Jahrhunderts.                                                                 | 39569553 | BW   |

### Ehemalige Baudenkmale
| Lage                              | Bezeichnung                  | Beschreibung                                                 | ID | Bild |
| --------------------------------- | ---------------------------- | ------------------------------------------------------------ | -- | ---- |
| Nr. 6 53° 8′ 9″ N, 11° 7′ 27″ O   | Hofanlage                    | Das Wohn-Wirtschaftsgebäude der Hofanlage wurde 1798 erbaut. |    |      |
| Nr. 8 53° 8′ 10″ N, 11° 7′ 24″ O  | Wohn- und Wirtschaftsgebäude | Zweiständer-Hallenhaus von 1752, heute verändert.            |    |      |
| Nr. 16 53° 8′ 14″ N, 11° 7′ 29″ O | Hofanlage                    |                                                              |    | BW   |
| Nr. 18 53° 8′ 15″ N, 11° 7′ 31″ O | Hofanlage                    |                                                              |    | BW   |
| Nr. 30 53° 8′ 17″ N, 11° 7′ 30″ O | Wohn- und Wirtschaftsgebäude |                                                              |    | BW   |